# Acinodendron puberulum
Acinodendron puberulum là một loài thực vật có hoa thuộc họ Mua. Loài này được (Cogn.) Kuntze mô tả khoa học đầu tiên năm 1891.